# Laudańszczyzna
Laudańszczyzna (Laudeńszczyzna) – wieś w Polsce położona w województwie podlaskim, w powiecie sokólskim, w gminie Suchowola.
| SIMC    | Nazwa  | Rodzaj    |
| ------- | ------ | --------- |
| 0994408 | Gajewo | część wsi |

Wieś królewska ekonomii grodzieńskiej położona była w końcu XVIII wieku  w powiecie grodzieńskim województwa trockiego. W latach 1975–1998 miejscowość administracyjnie należała do województwa białostockiego.
Wierni kościoła rzymskokatolickiego należą do parafii św. Apostołów Piotra i Pawła w Suchowoli.